# Drei Schritte zu Dir
Drei Schritte zu Dir (Originaltitel: Five Feet Apart) ist ein US-amerikanisches Filmdrama aus dem Jahr 2019. Die Hauptrollen spielen Cole Sprouse und Haley Lu Richardson, die zwei junge Patienten mit Mukoviszidose verkörpern, welche sich ineinander verlieben, doch gezwungen sind, voneinander Abstand zu halten.
Der Film erschien am 15. März 2019 in den US-Kinos. Die deutsche Premiere erfolgte am 20. Juni 2019.

## Handlung
Stella hängt ein neues Bild ihrer Schwester Abby an ihre Pinnwand und redet danach mit ihren Freundinnen, die auf dem Weg zu einer Reise sind. Babs, ihre Krankenschwester, kommt in den Raum und bringt ihr den Medikamentenwagen, den sie ab diesem Zeitpunkt selbst verwalten wird, und informiert sie darüber, dass ein neues Baby zur Welt gekommen ist. Auf dem Weg zur Neugeborenenstation sieht sie den Neuankömmling Will.
Will leidet an Burkholderia Cepatia  und soll an einer Studie für ein Medikament teilnehmen. Jedoch hält er sich nicht an seinen Therapieplan. Stella hat einen Kontrollzwang und möchte Will mit seinem Therapieplan helfen. Will willigt ein, jedoch nur, wenn er sie porträtieren darf. Will lernt auch Stellas besten Freund Poe kennen und erfährt, dass Abby bei einem Unfall ums Leben gekommen ist. Ab sofort machen Stella und Will alle Punkte des Therapieplans gemeinsam. Mit der Zeit verlieben sich Stella und Will ineinander. Das Problem ist, dass sich Mukoviszidose-Patienten nicht mehr als vier Schritte näher kommen dürfen, da die Bakterien des jeweils Anderen sie umbringen können. Da Will bestimmte Bakterien hat, die eine Lungentransplantation ausschließen, darf er keinem anderen Mukoviszidose-Patienten zu nahe kommen.
Stella beschließt, den Abstand auf drei Schritte zu verkürzen und benutzt zur Kontrolle einen Queue, der ungefähr drei Schritte lang ist, welchen Will und Stella jeweils an den Enden fassen.
Bei einem Date im Schwimmbad geht Stella mit dem Billiardstab über ihren Oberkörper, während Will ihn festhält. Danach ziehen sie sich aus und springen ins Becken.
Will wird 18 Jahre alt, deshalb will Stella eine Überraschungsparty für ihn veranstalten. Als Babs von der Party erfährt, unterbricht sie diese. Am nächsten Tag stirbt Poe an einem Lungenkollaps.
Als Stella alles zu Kopf steigt, flieht sie gemeinsam mit Will aus der Klinik. Babs erfährt, dass die Spenderlunge für Stella bereit ist, transplantiert zu werden. Babs versucht Stella anzurufen und ihr zu schreiben, jedoch vergeblich. Stella weiß von der Lunge, bleibt jedoch bei Will, um mit ihm Zeit zu verbringen. Als Will davon erfährt, drängt er Stella, sofort in die Klinik zu gehen. Stella möchte dies aber nicht und stürzt von der Brücke, auf der sie saßen. Zuerst macht Stella sich darüber lustig, jedoch bricht das Eis und sie fällt ins Wasser. Nun muss Will ihr helfen und sie dazu auch anfassen. Als Will sie aus dem Wasser zieht, versucht er, sie mit der Mund-zu-Mund-Beatmung zu Bewusstsein zu bekommen. Er verbraucht dabei zu viel Luft und kollabiert, jedoch küsst er sie, bevor er hinfällt. Stella erwacht wenige Sekunden später. Sie werden mit dem Krankenwagen wieder in die Klinik gefahren. Stella wird direkt zur OP geleitet und Will wird stabilisiert. Er hat überlebt, hat aber wahrscheinlich nicht mehr lange zu leben. Stella wurde nicht von seinen Bakterien infiziert. Bei Will jedoch hat die Therapie nicht angeschlagen.
Die OP verlief gut. Stella ruht sich nun davon aus. Währenddessen plant Will eine Überraschung für Stella, da sie schon immer die Lichter der Gebäude bei Nacht sehen wollte. Abby und Stella nannten sie immer Sterne oder Lichter.
Stella liegt im Aufwachraum und ihre Angehörigen stehen um das Bett. Aus dem Fenster sieht man Will, der die Lichter zum Leuchten bringt. Er gesteht Stella seine Liebe zu ihr, beendet jedoch die Beziehung, weil er sie nicht anstecken möchte. Sie bekommt ein Geschenk von ihm, ein Buch mit Comics von Stella, Will und Poe. Stellas Porträts sind auch in diesem Buch. Am Ende des Buches steht, dass er sie für immer lieben wird.
Am Ende des Films erklärt Stella, wie wichtig menschliche Berührung ist und dass man seine Zeit als gesunder Mensch nicht verschwenden soll, da nicht jeder so leben kann wie gesunde Menschen.

## Synchronisation
Die deutschsprachige Synchronisation entstand durch RC Produktion Kunze & Wunder nach einem Dialogbuch von Karlo Hackenberger und der Dialogregie von Hannes Maurer.
| Rolle                    | Schauspieler            | Sprecher                  |
| ------------------------ | ----------------------- | ------------------------- |
| Will Newman              | Cole Sprouse            | Patrick Keller            |
| Stella Grant             | Haley Lu Richardson     | Maria Hönig               |
| Poe Ramirez              | Moisés Arias            | Constantin von Jascheroff |
| Dr. Hamid                | Parminder Nagra         |                           |
| Schwester Barbara „Babs“ | Kimberly Hebert Gregory |                           |
| Meredith Newman          | Claire Forlani          |                           |
| Schwester Julie          | Emily Baldoni           |                           |

## Produktion
Im Januar 2017 verkauften Tobias Iaconis, Rachael Lippincott und Mikki Daughtry ihr unbenanntes Drehbuch an CBS Films, damit Justin Baldoni es produzieren und inszenieren konnte.
Baldoni begann sich erstmals mit Mukoviszidose zu beschäftigen, als er den Dokumentarfilm My Last Days drehte. Er traf die Youtuberin Claire Wineland und stellte sie anschließend als Beraterin für den Film ein, bevor sie an den Folgen der Mukoviszidose starb.
Im Januar 2018 wurde Cole Sprouse mit einer der beiden Hauptrollen des Films besetzt. Im April 2018 wurde dann auch Haley Lu Richardson eingestellt. Moisés Arias schloss sich in einer unterstützenden Rolle an. Die Hauptproduktion begann am 25. Mai 2018 in New Orleans, Louisiana, und endete einen Monat später, am 26. Juni 2018.
Der Titel des Films bezieht sich auf die „Sechs-Fuß-Regel“, eine Richtlinie der Cystic Fibrosis Foundation, die besagt, dass Mukoviszidose-Patienten mindestens zwei Meter voneinander entfernt sein sollten, um das Risiko einer Kreuzinfektion zu verringern.
Brian Tyler und Breton Vivian haben die Partitur komponiert. Der Soundtrack wurde bei Lakeshore Records veröffentlicht.

## Hintergründe
Die Geschichte von Stella und Will ist fiktiv, jedoch basiert sie auf den Erfahrungen von Claire Wineland. Claire Wineland war eine Mukoviszidosepatientin, die den Regisseur des Films Justin Baldoni während der Dreharbeiten für eine Dokumentation kennengelernt hat. Claire half beim Verfassen des Drehbuchs. Sie verstarb jedoch vor der Veröffentlichung des Films.

## Kritik
„Die herbsüße Romanze lebt über weite Strecken von der realitätsnahen Darstellung des Alltags und der glaubhaften Schilderung der Gefühle der Protagonisten. Im letzten Drittel aber wechselt der Film seine Tonart und wandelt sich inszenatorisch wie erzählerisch zum rührseligen, tränenreichen Melodram.“